# Трдельник
Трде́льник (трде́лник) — традиционная выпечка в ряде стран Центральной Европы. Представляет собой выпечку из дрожжевого теста, наматываемого на вертел из дерева или металла (трдло) по спирали.
Самое первое упоминание о трдельнике относится к XII—XIII векам.
Готовится из раскатанного теста, которое оборачивается вокруг палки, выпекается, в современном виде чаще всего на гриле, затем посыпается смесью из сахара и грецкого ореха. Слово «trdelník» имеет словацкое происхождение. Трдельник встречается прежде всего в Словакии, Австрии, Чехии, Венгрии, Румынии, Украине. В Венгрии и Румынии эта выпечка именуется кюртёшкалач. В России трдельники получили известность лишь недавно; и их точки продаж располагаются в Москве на ВДНХ, а также в областных центрах — Самаре, Волгограде, Туле, Калининграде и т. д.

## Литература

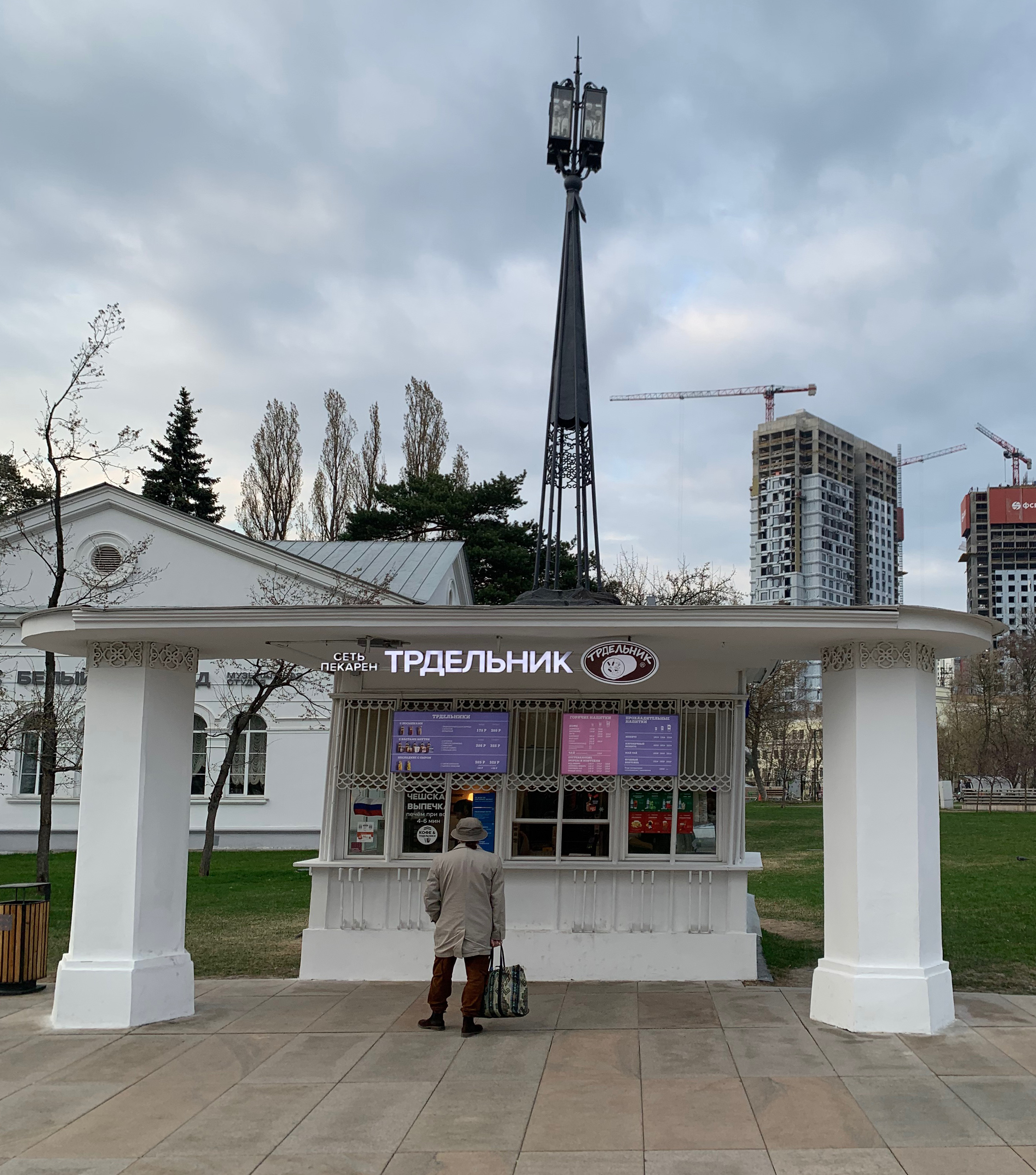
Павильон фаст-фуда «Трдельник» на ВДНХ в Москве